# Boike Rehbein
Boike Rehbein (geboren am 18. Februar 1965 in West-Berlin; gestorben am 11. Juni 2022) war ein deutscher Soziologe und Sozialphilosoph, der sich vor allem mit Fragen der Globalisierung, Sozialstruktur, soziologischer Theorie und mit den Ländern des südostasiatischen Festlands beschäftigte. Er war von 2009 bis zu seinem Tod Professor für Gesellschaft und Transformation in Asien und Afrika an der Humboldt-Universität zu Berlin.

## Lebenslauf und Lehre
Boike Rehbein war der Sohn des Linguisten Jochen Rehbein und Enkel des Kinderchirurgen Fritz Rehbein. Er studierte Philosophie, Soziologie und Geschichte in Freiburg im Breisgau, Paris, Frankfurt am Main, Göttingen und Berlin. Seine Promotion erfolgte 1996 in Freiburg mit einer Arbeit zur Frage Was heißt es, einen anderen Menschen zu verstehen? Seine wichtigsten akademischen Lehrer waren Pierre Bourdieu, Günter Dux, Jürgen Habermas, Jann Holl und Hermann Schwengel. Von 1998 bis 2004 lehrte er an den Universitäten Göttingen und Freiburg. Er habilitierte sich 2004 mit einer Schrift über Auswirkungen der Globalisierung in Laos. Von 2004 bis 2006 vertrat er einen Lehrstuhl für Soziologie an der Universität Freiburg. Er hatte Gastprofessuren in Bangkok, Buenos Aires, Neu-Delhi, Santiago de Chile, Vientiane und Zürich inne. In Vientiane war Boike Rehbein maßgeblich am Aufbau der sozialwissenschaftlichen Fakultät der National University of Laos beteiligt.
Von 2006 bis 2009 war Rehbein Direktor des Global Studies Programm der Universität Freiburg. Im Anschluss wechselte er an die Humboldt-Universität zu Berlin, wo er ab dem Wintersemester 2009/10 eine Professur für den Querschnittsbereich Gesellschaft und Transformation in Asien und Afrika am Institut für Asien- und Afrikawissenschaften (IAAW) innehatte. Von 2016 bis 2018 war er geschäftsführender Direktor des IAAW. Rehbein war Mitbegründer und Editor-in-Chief der wissenschaftlichen, offen zugänglichen Zeitschrift „Transcience“. Zusammen mit Jessé de Souza initiierte er in Brasilien das Online-Institut Instituto Conhecimento Liberta als niederschwelliges und kostengünstiges Bildungsangebot für bedürftige Menschen.
Boike Rehbein starb nach Mitteilung der Humboldt-Universität „völlig unerwartet“ am 11. Juni 2022. Wissenschaftlerinnen und Wissenschaftler aus der gesamten Welt haben in einem Gedenkband in Rehbeins Schaffen erinnert.

## Forschung
Boike Rehbein befasste sich in seiner Forschung schwerpunktmäßig vor allem mit dem Themenkomplex sozialer Ungleichheit, der Globalisierung unter besonderer Berücksichtigung Südostasiens, mit der kritischen soziologischen Theorie und Ansätzen der Sozialstrukturanalyse. Er war einer der führenden Experten für Einflüsse der Globalisierung und soziale Ungleichheit in Laos sowie für die Soziologie Pierre Bourdieus.
In seinem Frühwerk entwarf Rehbein eine Theorie des Verstehens unter Menschen.
In Zusammenarbeit mit einem globalen sozialwissenschaftlichen Netzwerk prägte Rehbein mit dem Konzept der „Soziokulturen“ einen neuartigen Ansatz zum Verständnis von sozialer Ungleichheit. Mit der kontextspezifischen Analyse von Strukturen unterschiedlicher Gesellschaften trug das Netzwerk dazu bei, Mechanismen der Produktion und Reproduktion von sozialer Ungleichheit im globalen Kapitalismus festzustellen und anzugehen.
Angelegt an eine tiefgehende Kritik eurozentrischer Sozialtheorien entwarf Rehbein darüber hinaus mit seinen Skizzen zu einer „Kaleidoskopischen Dialektik“ eine emanzipatorische und verbindende Form der Wissensproduktion, die den Herausforderungen von sozialer Ungleichheit in einer postkolonialen, multizentrierten Welt gerecht werden sollte.

## Veröffentlichungen (Auswahl)
- (mit Sisouk Sayaseng): Lehrbuch der laotischen Sprache, Buske, Hamburg 1997
- Was heißt es, einen anderen Menschen zu verstehen? Metzler, Stuttgart 1997 [Dissertation]
- (mit Sisouk Sayaseng): Wörterbuch Laotisch-Deutsch / Deutsch-Laotisch, Buske, Hamburg 2000.
- mit Gernot Saalmann und Hermann Schwengel (Hrsg.): Pierre Bourdieus Theorie des Sozialen, UVK, Konstanz 2003
- (mit Sisouk Sayaseng): Laotische Grammatik, Buske, Hamburg 2004
- Globalisierung in Laos. Transformation des ökonomischen Feldes, LIT, Münster 2004 [Habilitation]
- Die Soziologie Pierre Bourdieus, UTB, Konstanz 2006.
- Globalization, culture and society in Laos, Routledge, 2007
- (mit Hermann Schwengel): Theorien der Globalisierung, UVK, Konstanz 2008, ISBN 978-3-8252-3052-4
- (mit Gerhard Fröhlich): Bourdieu-Handbuch, Metzler, Stuttgart/Weimar 2009.
- (mit Jan Nederveen Pieterse): Globalization and Emerging Societies: Inequality and Development, Palgrave Macmillan, Basingstoke 2009.
- (mit Gernot Saalmann): Verstehen, UVK, Konstanz 2009.
- Globalization and Inequality in Emerging Societies, Palgrave, Basingstoke 2011.
- Kaleidoskopische Dialektik: Kritische Theorie nach dem Aufstieg des globalen Südens, Herbert von Halem Verlag 2013
- (mit Jessé de Souza): Ungleichheit in kapitalistischen Gesellschaften, Beltz, Weinheim 2014
- (mit Benjamin Baumann, Luzia Costa, Simin Fadaee, Michael Kleinod, Thomas Kühn, Fabrício Maciel, Karina Maldonado, Janina Myrczik, Christian Schneickert, Eva Schwark, Andrea Silva, Emanuelle Silva, Ilka Sommer, Jessé Souza, Ricardo Visser): Reproduktion sozialer Ungleichheit in Deutschland, UVK, 2015
- Critical Theory after the Rise of the Global South: Kaleidoskopic Dialectic, Routledge, 2015
- (mit Surinder S. Jodhka, Jessé de Souza): Inequality in capitalist societies, Routledge, 2017
- Die kapitalistische Gesellschaft, UTB, 2021
- (mit Vincent Houben): Die globalisierte Welt, UTB, 2022